# Ситское (озеро)
Ситское — озеро в России, располагается на территории Кирилловского района Вологодской области.
Площадь водной поверхности озера равняется 2,2 км². Уровень уреза воды находится на высоте 134 м над уровнем моря. Площадь водосборного бассейн озера составляет 50,1 км².
Код объекта в государственном водном реестре — 08010200311110000004165.